# 田主丸郵便局
田主丸郵便局（たぬしまるゆうびんきょく）は福岡県久留米市にある郵便局。民営化前の分類では集配普通郵便局であった。

## 概要
住所：〒839-1299 福岡県久留米市田主丸町田主丸730-4
民営化直前の集配業務再編において、多くの集配普通郵便局は統括センターとなったが、当局は配達センターとされたため、民営化後も郵便事業株式会社の支店は併設されず、集配センターが併設された。

## 沿革
- 1873年（明治6年）9月15日 - 田主丸郵便取扱所として開設[1]。
- 1875年（明治8年）1月1日 - 田主丸郵便局となる[1]。
- 1882年（明治15年） - 為替・貯金取扱を開始[1]。
- 1897年（明治30年）3月26日 - 田主丸郵便電信局となる[1]。
- 1903年（明治36年）4月1日 - 通信官署官制の施行に伴い田主丸郵便局となる[1]。
- 1951年（昭和26年）4月1日 - 電気通信業務の取扱を、新設の田主丸電報電話局に移管[2]。
- 1958年（昭和33年）2月11日 - 水分簡易郵便局の廃止に伴い、取扱事務を承継[3]。
- 1960年（昭和35年）5月1日 - 電話通話および和文電報受付事務の取扱を開始。
- 1968年（昭和43年）3月31日 - 特定郵便局から普通郵便局に局種別改定[4]。
- 1999年（平成11年） - 外国通貨の両替および旅行小切手の売買に関する業務取扱を開始。
- 2007年（平成19年）10月1日 - 民営化に伴い、併設された郵便事業久留米東支店田主丸集配センターに一部業務を移管。
- 2012年（平成24年）10月1日 - 日本郵便株式会社発足に伴い、郵便事業久留米東支店田主丸集配センターを田主丸郵便局に統合。

## 取扱内容
- 郵便、印紙、ゆうパック、内容証明
- 貯金、為替、振替、振込、国際送金、国債、投資信託
- 生命保険、バイク自賠責保険、自動車保険
- ゆうちょ銀行ATM
- 久留米市内の一部地域の集配業務

## 周辺
- 久留米市役所 田主丸総合支所
- 久留米市立田主丸図書館
- 福岡県立浮羽工業高等学校
- 巨瀬川

## アクセス
- JR久大本線 田主丸駅から北西へ約900m（徒歩約11分）
- 西鉄天神大牟田線久留米駅から路線バス「下田主丸停留所」下車
- 大分自動車道 朝倉ICから南西へ約7km
- 国道210号沿い
- 駐車場あり：20台